# Даніель Ларссон
Даніель Ларссон (швед. Daniel Larsson, нар. 25 січня 1987, Гетеборг) — шведський футболіст, нападник клубу «Газіантепспор».

## Клубна кар'єра
У дорослому футболі дебютував 2002 року виступами за команду клубу «Геккен», в якій провів п'ять сезонів, взявши участь у 73 матчах чемпіонату.
До складу клубу «Мальме» приєднався 2009 року. Відіграв за команду з Мальме наступні три сезони своєї ігрової кар'єри. Більшість часу, проведеного у складі «Мальме», був основним гравцем атакувальної ланки команди і одним з головних бомбардирів команди, маючи середню результативність на рівні 0,38 голу за гру першості. За цей час виборов титул чемпіона Швеції.
На початку 2013 року на правах вільного агента уклав контракт з іспанським клубом «Реал Вальядолід», у складі якого грав півтора року, поки команда за підсумками сезону 2013/14 не зайняла передостаннє 19 місце і не вилетіла з Ла Ліги.
Влітку 2014 року став гравцем «Гранади», проте закріпитися в команді не зумів і на початку 2015 року на правах оренди перейшов у данський «Есб'єрг», де грав до кінця сезону.
7 серпня 2015 року приєднався до «Газіантепспора». Відтоді встиг відіграти за турецьку команду 20 матчів у національному чемпіонаті.

## Виступи за збірну
Виступав за юнацькі збірні Швеції різних вікових категорій.
20 січня 2010 року дебютував в офіційних матчах у складі національної збірної Швеції в товариській грі проти збірної Оману. Всього за два роки провів у формі головної команди країни 4 матчі.

## Титули і досягнення
- Чемпіон Швеції (1):

«Мальме»: 2010
- Володар Кубка Туреччини (1):

«Акхісар Беледієспор»: 2017-18
- Володар Суперкубка Туреччини (1):

«Акхісар Беледієспор»: 2018